# المعاهد الفيدرالية السويسرية للتكنولوجيا
مجال المعاهد الفيدرالية السويسرية للتكنولوجيا هو اتحاد للجامعات الحكومية السويسرية ومؤسسات البحث. يضم المجال ست مؤسسات سويسرية عامة ومستقلة للتعليم العالي في مجالات العلوم والهندسة. ويبلغ عدد موظفيها حوالي 21 ألف شخص، ولديها حوالي 30 ألف طالب ومرشح للدكتوراه، وتبلغ ميزانيتها السنوية ما يقرب من ملياري فرنك سويسري.
وعلى عكس معظم الجامعات، فإنها لا تقع ضمن اختصاص الكيانات الفيدرالية، أي الكانتونات.

## المعاهد
المعاهد الفيدرالية للتكنولوجيا
- المعهد الاتحادي السويسري للتقانة في زيورخ (ETHZ)
- مدرسة لوزان الاتحادية للعلوم التطبيقية (EPFL)

المعاهد البحثية الفيدرالية
- معهد بول شيرير (PSI)
- المختبرات الفيدرالية السويسرية لعلوم وتكنولوجيا المواد (Empa)
- المعهد الفيدرالي السويسري للعلوم والتكنولوجيا المائية (Eawag)
- المعهد الفيدرالي السويسري لأبحاث الغابات والثلوج والمناظر الطبيعية (WSL)

مراكز الكفاءة
- CCEM (الطاقة والتنقل)
- CCES (البيئة والاستدامة)
- CCMX (علوم وتكنولوجيا المواد)
- NCCBI (التصوير الطبي الحيوي)

## مجلس الإدارة
يتم إدارة مجال المعاهد من قبل مجلس الوحدة الاستراتيجية للمعاهد الفيدرالية السويسرية للتكنولوجيا، والذي يضم 11 عضوًا يتم تعيينهم لمدة أربع سنوات من قبل المجلس الفيدرالي. وتشمل مسؤولياته التخطيط الاستراتيجي وتوزيع الموارد المالية المخصصة وتعيين الأساتذة. وبناء على اقتراحه، يعين المجلس الاتحادي رؤساء ومديري المؤسسات الستة.

## الملاحظات والمراجع
1. ↑  وصلة مرجع: https://www.admin.ch/gov/de/start/departemente/departement-fuer-wirtschaft-bildung-forschung-wbf.html.
2. ↑  مُعرِّف قاعدة بيانات البحث العالمية (GRID): grid.7354.5.
3. ↑  مُعرِّف قاعدة بيانات البحث العالمية (GRID): grid.418656.8.
4. ↑  مُعرِّف قاعدة بيانات البحث العالمية (GRID): grid.419754.a.